# Халдия
Халдия (греч. Χαλδία) — исторический регион на малоазийском побережье Чёрного моря. Область была названа в честь народа халды, проживавших здесь в античности. Халдия подчинялась Византийской империи, которая основала здесь в 820 году одноимённую фему. В XIII веке она состояла в вассальных отношениях с Трапезундской империeй, но сохраняла автономию. К 1478 году, то есть уже после падения Трапезунда, большая часть Халдии попала под власть Османской империи. Ища спасения от османов, считавшихся более жестокими, Мезохалдия покорилась тюркам Ак-Коюнлу в 1478 году, с которыми Трапезунд имел дружественные отношения, поэтому османы смогли получить над этой частью Халдии контроль только в 1514 году.

## География
Сначала Халдией именовались земли в районе Гюмюшхане, но позже это имя распространилось на всю область вокруг города Трапезунд. С севера земли региона омывались водами Чёрного моря, с востока он граничил с Лазикой (западной частью Кавказской Иберии), а на юге — с Каппадокией и Малой Арменией, а на западе — с западной частью Понта. Главными городами Халдии были Керасунт и Трапезунд, расположенные в прибрежной местности. Южные горные районы были малонаселёнными, но оказались богаты залежами золота, серебра и свинца.

## История

### Античность
Первыми поселенцами на этих землях оказались халды, занимавшиеся кузнечным ремеслом Греческая колония была основана в 756 году до н. э. в Трапезунте выходцами из города Милет. Но колонисты проживали на побережье, и при римском владычестве контроль над внутренними районами региона был весьма номинальным.

### Средневековье
При византийском императоре Юстиниане I (пр. 527—565) местные племена подчинились центральной власти и приняли христианство. Регион вошёл в состав провинции Армения I Магна, чьей столицей стал Трапезунд. (при императоре Маврикии административная единица была переименована в Армения III).
В 7 веке регион вошёл в состав фемы Армениак, но в 820 году был выделен в отдельную фему Халдия. До приобретения новых земель в X веке, она была северо-восточной границей империи. В 1091/1095-1098 и 1126—1140 годах Халдия не признавала власть центрального правительства. Подчиняясь сначала дуке Феодору Гавру область была отрезана от Византии владениями сельджуков, а во второй раз дука Константин Гавр восстал против императора Иоанна II Комнина.
После распада Византийской империи в 1204 году, регион вошёл в состав Трапезундской империи, под управлении местных аристократов Кавасити, Тзанихити и др., но к XIV столетию территория этого государства полностью повторяла границы фемы. Императоры Трапезунда смогли выжить за счёт искусной дипломатии и труднодоступности своих владений, но в 1461 году страну захватили османы.